# ورداويات
ورداويات (الاسم العلمي: Roseateles) هي جنس من البكتيريا، سلبية الغرام، تتبع فصيلة الكوماموناسيات.